# 오자루마루
오자루마루(일본어: おじゃる丸)는 NHK 교육 텔레비전에서 1998년부터 방영중인 애니메이션이다. 1000년 전 헤이안 시대의 헤이안쵸 요정계 귀족의 도련님 '오쟈루마루'가 현대의 겟코쵸에 찾아와 초등학생 소년 카즈마의 집에 눌러살게 되었다는 시놉시스를 기반으로 기묘한 일상 에피소드를 전개하고 있다. 원작자는 이누마루 린이다.

## 등장인물
- 사카노우에 오쟈루마루(坂ノ上おじゃる丸[5], 본작의 주인공)
- 덴보 산쥬로(電ボ三十郎[6])
- 타무라 카즈마(田村カズマ[7])
- 도깨비 트리오
- 오카메 공주(オカメ姫)
- 코마이누 쌍둥이
- 사카노우에 오쟈리마루(坂ノ上あじゃり丸)